# Wnętrze więzienia (Sprawa de Castillo II)

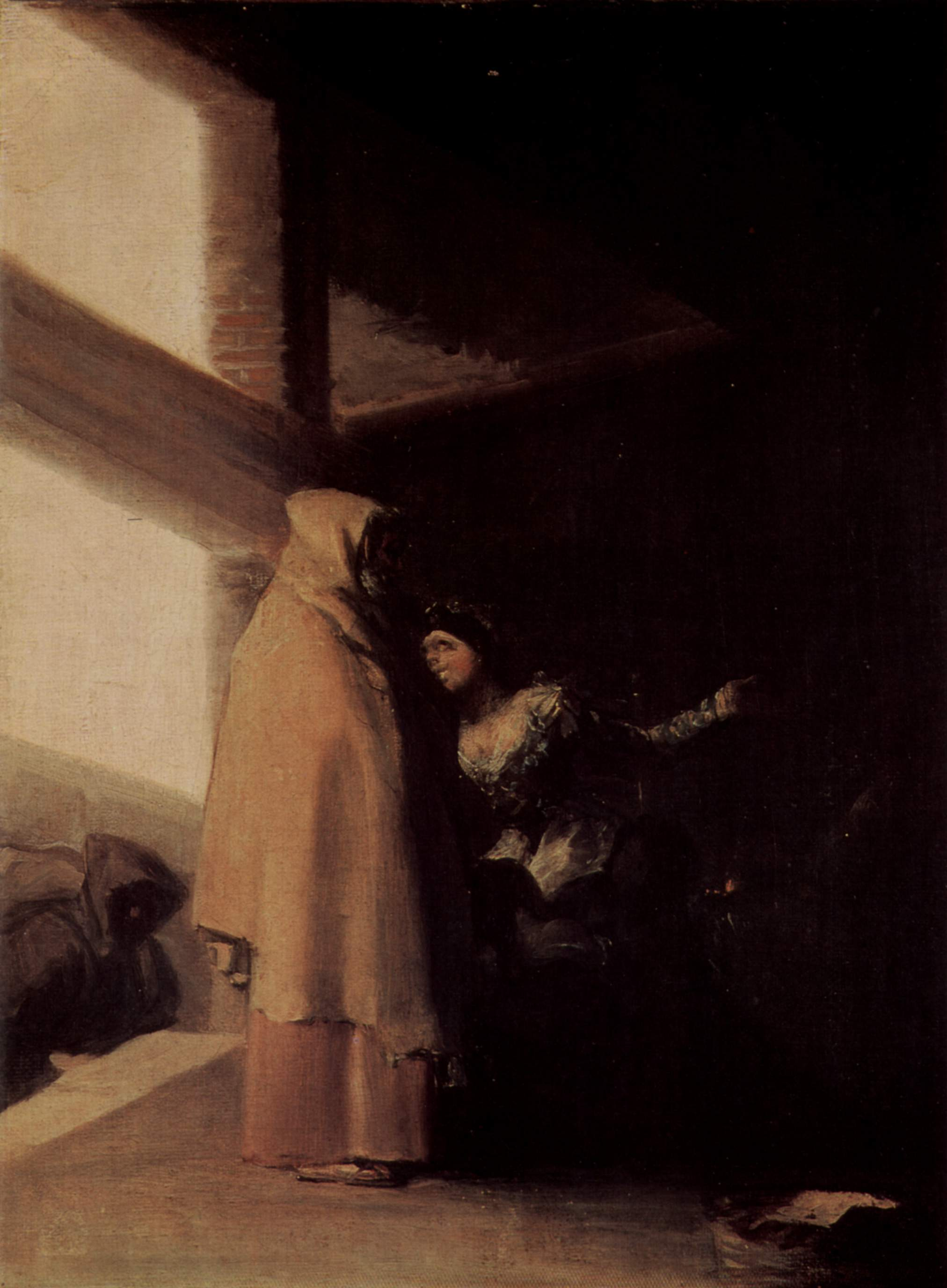
Odwiedziny mnicha (Sprawa de Castillo I)

Wnętrze więzienia lub Sprawa de Castillo II (hiszp. Interior de prisión lub El crimen de Castillo II) – obraz olejny hiszpańskiego malarza Francisca Goi. Należy do serii jedenastu obrazów gabinetowych, z których zachowało się osiem. Podobnie jak jego pendant Odwiedziny mnicha nawiązuje do współczesnego Goi wydarzenia: zabójstwa madryckiego kupca Francisca de Castillo. Seria znajduje się w prywatnej kolekcji markiza de la Romany.

## Kolekcja markiza de la Romany
Dzieło należy do serii jedenastu obrazów gabinetowych, które od wielu pokoleń są własnością markizów de la Romana. Zachowało się osiem z nich, namalowanych na płótnie niewielkich rozmiarów, pięć o pionowej i trzy o poziomej kompozycji. Podobnie jak w przypadku wcześniejszych dzieł Goi tego typu, nie powstały one na zlecenie, lecz z inwencji czy „kaprysu” malarza. Tematykę dominują przemoc, cierpienie i śmierć oraz wybryki ludzkiej natury, przedstawione zarówno w alegoryczny jak i dosłowny sposób. Można je podzielić na trzy grupy tematyczne. Pierwsza to Odwiedziny mnicha (Sprawa de Castillo I) i Wnętrze więzienia nawiązujące do zabójstwa madryckiego kupca Francisca de Castillo. Trzy kolejne to brutalne sceny ataku na podróżnych: Bandyci rozstrzeliwujący swoich więźniów, Bandyta obnażający kobietę i Bandyta mordujący kobietę. Pozostałe trzy nawiązują do wojny niepodległościowej: Jaskinia Cyganów, Strzelanina w obozie wojskowym i Szpital dla trędowatych.
Ze względu na ich powiązanie z serią rycin Kaprysy Manuela Mena datuje je na lata 1798–1800, chociaż niektórzy historycy uważają, że powstały nieco później, ok. 1808–1812 w okresie wojny niepodległościowej.

## Okoliczności powstania
Odwiedziny mnicha i jego pendant Wnętrze więzienia nawiązują do współczesnego Goi wydarzenia, zbrodni znanej jako „sprawa de Castillo”, która wstrząsnęła społecznością Madrytu. Bohaterką sprawy była María Vicenta Mendieta, która pomogła kochankowi zabić swojego męża. 32-letnia María Vicenta była żoną Francisca de Castillo, zamożnego i szanowanego madryckiego kupca. Pokłócona z mężem, zakochała się w swoim młodszym, 24-letnim kuzynie Santiagu San Juanie. Razem uknuli spisek i postanowili zabić jej męża. Wieczorem 9 grudnia 1797 roku Francisco de Castillo położył się wcześniej do łóżka z powodu bolesnego ropnia dziąsła. María Vicenta podała mu środek nasenny do wypicia (prawdopodobnie laudanum), a następnie kwadrans po siódmej wpuściła zamaskowanego kuzyna do alkowy. Santiago san Juan zamordował de Castillo zadając mu jedenaście ciosów nożem. Kiedy zbrodnia wyszła na jaw, María Vicenta i jej kochanek zostali uwięzieni, osądzeni i skazani na śmierć. Matka Maríi Vicenty bez powodzenia błagała króla o łaskę dla córki, wskazując na jej szlachecki stan a nawet sugerując szaleństwo. 23 kwietnia 1798 roku stracono ich garotą na Plaza Mayor w Madrycie. Ten rodzaj egzekucji przez złamanie karku zarezerwowany był dla szlachty.
Goya prawdopodobnie z bliska śledził szczegóły procesu, który odbył się w lutym 1798, gdyż jego przyjaciel Juan Meléndez Valdés został mianowany prokuratorem w tej sprawie, a ministrem sprawiedliwości był Gaspar Melchor de Jovellanos. Goya spotkał się z Jovellanosem trzy dni po ogłoszeniu wyroku, aby przekazać mu gotowy Portret Francisca de Saavedry, możliwe, że rozmawiali o głośnej „sprawie de Castillo”. W tym samym czasie Goya pracował nad serią rycin Kaprysy. Rysunek czerwonym tuszem i sangwiną oraz rycina nr. 32 o tym samym, ironicznym tytule „I na cóż jej była czułość?” są kompozycyjnie ściśle związane z obrazem Wnętrze więzienia. Przedstawiają pogrążoną w rozpaczy młodą kobietę siedzącą na więziennej podłodze, obok niej siedzi szczur. Ówczesne komentarze do rycin identyfikują ją jako „żonę Castilla”. Również rycina nr. 3 „Oto idzie Baba Jaga”, na której kobietę z dwójką dzieci odwiedza przebrany za mnicha kochanek, jest powiązana ze sprawą de Castillo. Płótna i ryciny są raczej aluzjami lub „kaprysami” inspirowanymi wydarzeniami niż ich bezpośrednią relacją, ale zawierają wystarczająco dużo elementów potwierdzających ich związek ze zbrodnią.

## Opis obrazu
To płótno kontynuuje narrację, która zaczyna się w Odwiedzinach mnicha. María Vicenta Mendieta została uwięziona za pomoc kochankowi w zamordowaniu męża. Więzienie, w którym czekała na wyrok. przeznaczone było dla tych więźniów, którzy popełnili najokropniejsze zbrodnie. Cela była całkowicie odizolowana, pełna owadów i bez łóżka do spania. María Vicenta siedzi w celi zrezygnowana, ma spuszczony wzrok, na jej twarzy maluje się niepokój. Jest owinięta płaszczem, ukrywającym jej ręce i stopy. Odwiedzają ją dwie służące, które przy świetle świecy nerwowo czytają list, którym María Vicenta pragnie ostrzec swojego kochanka przebywającego jeszcze na wolności. Być może to starsza kobieta siedząca za nią przemyciła do celi papier i ołówek. Według akt procesu list został przechwycony i przyczynił się do identyfikacji i skazania mordercy. Po lewej stronie siedzi inna skazana, spoglądająca na światło wiszącej nad nimi latarni. Ciemność pomieszczenia i nikłe źródła światła mogą nawiązywać do małej nadziei, jaka istniała dla skazanych na śmierć.

## Proweniencja
Cała seria jedenastu obrazów została zakupiona przez kolekcjonera z Majorki Juana de Salasa y Bojadorsa, prawdopodobnie bezpośrednio od Goi. Córka de Salasa była żoną markiza de la Romany, który zginął w styczniu 1811 w czasie wojny niepodległościowej. W inwentarzu dóbr wykonanym pół roku po jego śmierci pojawiają się dzieła Goi, w tym „jedenaście małych obrazów ze złotymi ramami, które są kaprysami Goi”. Trzy z nich zaginęły, już w monografii Charlesa Yriarte z 1867 mowa jedynie o ośmiu obrazach. Nie wiadomo, co przedstawiały zaginione obrazy. Możliwe, że „sprawa de Castillo” liczyła więcej niż zachowane dwa obrazy. Obecnie obraz należy do spadkobierców markiza.